# Daiki Suga
Daiki Suga (菅 大輝 Suga Daiki?, Otaru, Hokkaidō, 10 de septiembre de 1998) es un futbolista japonés que juega como centrocampista en el Sanfrecce Hiroshima.

## Trayectoria

### Clubes
| Club                       | País  | Año       |
| -------------------------- | ----- | --------- |
| Hokkaido Consadole Sapporo | Japón | 2016-2024 |
| Sanfrecce Hiroshima        | Japón | 2025-     |

## Palmarés

### Títulos nacionales
| Título             | Club                | País  | Año  |
| ------------------ | ------------------- | ----- | ---- |
| Supercopa de Japón | Sanfrecce Hiroshima | Japón | 2025 |